# Sylvia Brett
Sylvia Leonora Brett, (25 februari 1885 - 11 november 1971), was de laatste ranee (koningin) van Sarawak.
Zij was de kleindochter van Sylvain Van de Weyer en had haar voornaam van haar grootvader geërfd. In 1911 huwde ze met Charles Vyner Brooke, zoon en opvolger van de radja van Sarawak.
Tijdens de Japanse bezetting verbleef het echtpaar in Australië, en kort na de bevrijding werd het land een Britse kroonkolonie.